# Cricket (instrument)
Pour les articles homonymes, voir Cricket (homonymie).
Ne doit pas être confondu avec Cliquet (mécanique).

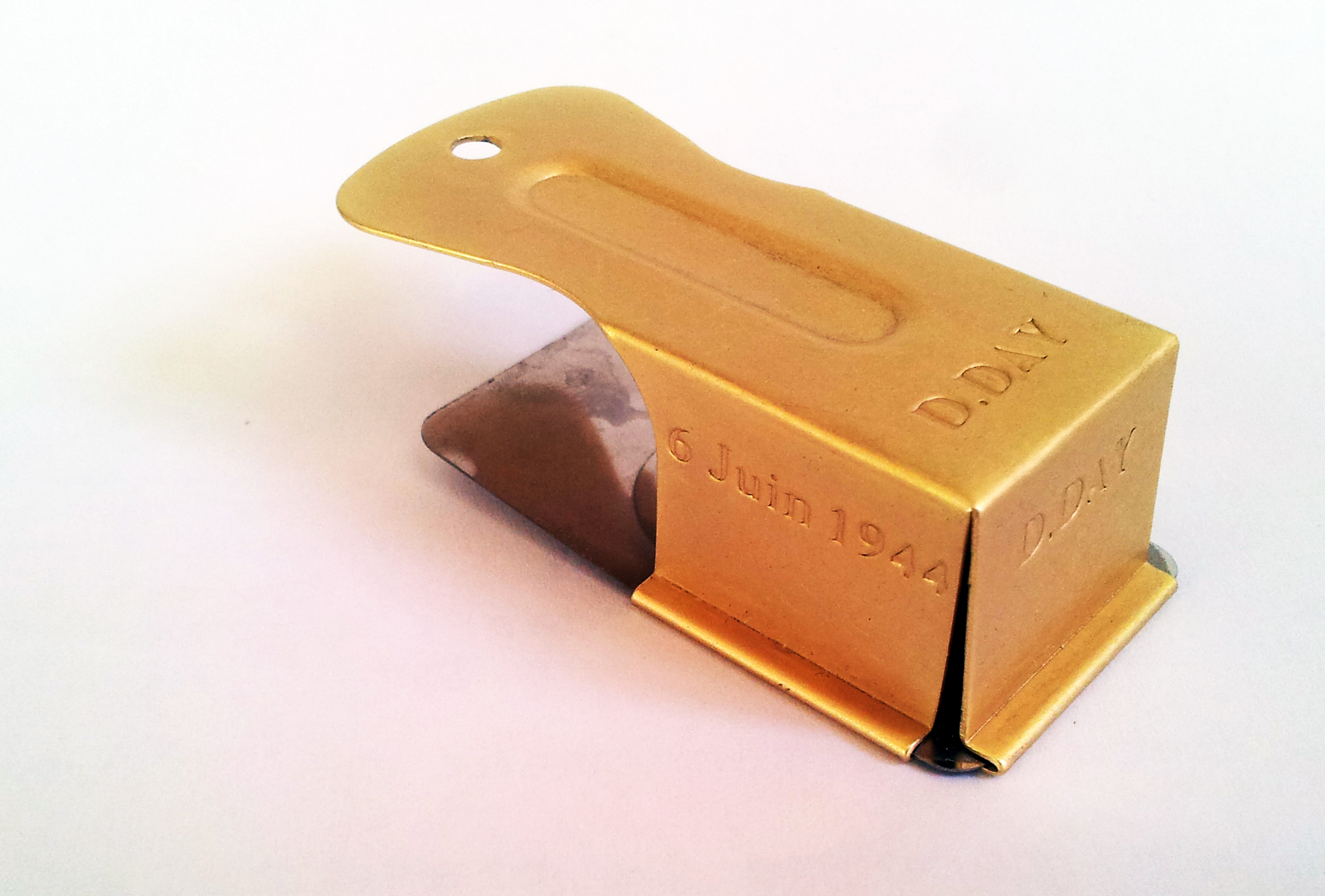
Reproduction récente du « cricket » utilisé le Jour J.
Dimensions : 15 mm x 48 mm x 25 mm

Le cricket (clicker en anglais, parfois également surnommé D-Day cricket) est un instrument qui servit de système de reconnaissance pour les parachutistes de la 101e division aéroportée envoyés dans la nuit du 5 au 6 juin 1944 sur Carentan lors de l'opération Albany. Il devait aider à reconnaître les siens sans risquer d'être démasqué par l'ennemi : à un signal sonore - « clic-clac » - on devait répondre deux « clic-clac », par simple pression sur la lame flexible de l'instrument en laiton.

## Culture populaire
Le film Le Jour le plus long a contribué pour beaucoup à faire connaitre cet instrument.